# Maison Vivroux
La maison Vivroux est un immeuble classé datant de 1743 situé dans la ville de Verviers en Belgique (province de Liège).

## Localisation
Cette maison est située dans le centre historique de Verviers, au no 17 de la rue des Raines, une ancienne artère de la rive gauche de la Vesdre possédant plusieurs immeubles classés. L'immeuble se trouve à l'angle de la rue des Souris.

## Historique
La demeure a été construite en 1743 pour la famille Maigray qui en est la première propriétaire. Cette famille fait aussi  construire en 1743 la maison Maigray, un autre immeuble situé dans la même rue (aux nos 50/52). L'immeuble est loué par la famille Pirenne qui voit naître l'historien et résistant Henri Pirenne en 1862. En 1870, la maison devient propriété de l'architecte Auguste Vivroux qui donne son nom à la demeure. La maison est acquise par l'État belge en 1942 .

## Description
La façade possède six travées et trois niveaux (deux étages). Le haut soubassement est réalisé en pierre calcaire équarrie. Le reste de la façade est élevé en brique avec encadrements en pierre calcaire. Les baies jointives sont de moindre hauteur aux étages. Chaque linteau est constitué par cinq pierres calcaires en forme de quadrilatères irréguliers. La porte d'entrée à deux battants surmontée d'une baie d'imposte se trouve sur la quatrième travée. Elle est accessible par un perron à base arrondie de six degrés.